# 四大護法
護法本是佛家語，指神話中護持佛法的護法（佛教中的四大天王即屬這類），有時可以引伸至描述護持佛法的信眾。後來，四大護法這種形象和觀念普遍被民間宗教、幫會、武術門派、以至武俠小說中被引用。

## 宗教

### 藏传佛教
在西藏，护法也称为吹仲（藏語：ཆོས་སྐྱོང༌，威利转写：chos skyong），藏传佛教的宁玛派有一类专门从事降神作法、预卜未来的喇嘛被称为“吹仲”。清朝以来汉字音译作“吹仲”、“吹忠”、“崔仲”、“垂仲”等，其中“吹”（Chos）意为“法”，“仲”（skyong）意为“护”。梵語：，羅馬化：Dharmapāla的对译词为英文：oracle。在清代，该词指专门从事降神作法、预卜未来的喇嘛，是一種靈媒。
清朝时，西藏地区藏传佛教宁玛派有「四大護法」（即四大吹仲），分別為拉穆寺的拉穆護法、噶東寺的噶東護法、桑耶寺的桑耶護法、乃琼寺的乃琼护法。拉穆護法曾在尋訪大活佛的轉世靈童過程中起主要作用。 按照格鲁派原有习俗，确认和寻找活佛的转世灵童必须问卜于四大护法。后乾隆帝制定《欽定藏內善後章程》以金瓶掣签制度取代了四大护法问卜制。
在蒙古地区也有吹仲。比如第八世哲布尊丹巴的弟弟鲁布桑海达布就是一位知名的宁玛派吹仲。

### 福建民间信仰
相傳清水祖師初居安溪清水巖，遇到原先佔據此地的四個山鬼，張、黃、蘇、李（一說：趙、王、蘇、李）四大將來挑戰，明言此地為其所據，要求祖師離開。清水祖師於是與他們鬥法，四大將失敗逃離，卻在夜半回到清水巖來，把出口悉數封死，縱火燒山，連燒了七天七夜，就正當四大將歡欣鼓舞，自忖清水祖師已死，要重新佔據清水巖時，卻發現清水祖師無恙端坐，只是臉被燻黑了。

## 武打故事

### 漫畫
- 龍虎門：金羅漢、銀鷹、銅獅王、鐵龍
- 街頭霸王：赤目司令、泰王撒加、鐵面域加、拳王泰臣

### 小說
- 大唐雙龍傳：淨念禪院四大護法金剛，不嗔、不痴、不貪、不懼
- 覆雨翻雲：邪異門四大護法，「定天棍」鄭光顏、「笑裡藏刀」商良、「智囊」石無遺
- 笑傲江湖：日月神教四大護法，綠竹翁
- 倚天屠龍記：明教四大護教法王，紫衫龍王黛綺絲（金花婆婆）、白眉鷹王殷天正、金毛獅王謝遜，以及青翼蝠王韋一笑
- 倚天屠龍記：丐幫四大護法長老，「八臂神劍」方東白、季長老、鄭長老
- 天龍八部：丐幫四大護法長老，奚山河、宋長老、陳孤雁、吳長風、徐沖霄
- 射鵰英雄傳、神鵰俠侶：丐幫四大護法長老，魯有腳、簡長老、彭長老、梁長老

### 電視劇
- 天蠶變：逍遙谷四大護法，風、雷、雨、電
- 蓋世豪俠：皇上四大護法，武財神錢萬里、藍天錘戰千軍、北翼天王劉基、鬼太監趙不凡

## 另見
- 四大護法 (基本法)
- 方位護法